# Сайдулбаталов, Муса Абдулхалидович
Муса Абдулхалидович Сайдулбаталов (27 июня 1972) — российский и украинский борец вольного стиля, участник чемпионатов Европы, чемпион Украины. Тренер-преподаватель хасавюртовской школы имени братьев Сайтиевых. Тренер-преподаватель Олимпийского чемпиона Paris 2024 Жамалова Разамбека. Главный тренер Узбекистана по вольной борьбе.

## Спортивная карьера
Является воспитанником школы имени братьев Сайтиевых в Хасавюрте. В июне 1993 года представлял Россию на Гран-При Германии в Лейпциге. Через некоторое время стал выступать за Украину. В июле 1998 года стал чемпионом Украины в весовой категории до 58 кг. В июле 2000 года во Львове одолев в финале Александр Колесника стал чемпионом Украины. В апреле 2008 года на чемпионате Европы в финском Тампере занял 13 место. После окончания спортивной карьеры работает в родной школе имени братьев Сайтиевых в Хасавюрте, является тренером таких борцов как: Разамбек Жамалов, Абубакар Муталиев, Адлан Батаев, Муслим Мехтиханов, Муса Мехтиханов, Умар Муталиев, Имран Хамидов, Хамзат Болатов, Арби Абакаров. С октября 2024 года является главным тренером сборной Узбекистана по вольной борьбе.

## Спортивные результаты
- Чемпионат Европы по борьбе 1997 — 8;
- Чемпионат Украины по вольной борьбе 1998 —
- Чемпионат Украины по вольной борьбе 2000 —
- Чемпионат Европы по борьбе 2008 — 13;